# درازين إرديموفيتش
دراجان إرديموفيتش (من مواليد 25 نوفمبر 1971) قاتل خلال حرب البوسنة والهرسك لصالح جيش جمهورية صرب البوسنة وحُكم عليه لاحقا لمشاركته القسرية في الإبادة الجماعية في سريبرينيتشا عام 1995.

## الخلفية
ولد دراجان إرديموفيتش في توزلا في البوسنة والهرسك في يوغوسلافيا لأم كرواتية وأب صربي. في عام 1990 عندما كان يبلغ من العمر 18 عام بدأ خدمته العسكرية الإلزامية في جيش يوغوسلافيا الشعبي والتي كانت في ذلك الوقت متعددة الأعراق. في عام 1992 ترك الجيش للعمل مع قوة شرطة مجلس الدفاع الكرواتي. لم يمكث طويلا. يبدو أنه كان جندي عرضي وغير راغب قادم من خلفية عالمية مسالمة وعارض الحرب التي تتورط الآن في بلاده. سعى للعمل كصانع أقفال وتزوج من امرأة صربية شابة وتجولا معا في جميع أنحاء صربيا بحثا عن عمل ومكان هادئ لعائلة متعددة الأعراق لتستقر فيه. في عام 1994 مع زوجته الحامل واستنفدت مدخراته تحول دراجان إلى أحد المصادر الواقعية القليلة للعمل الثابت وتجنيدا في جيش جمهورية صرب البوسنة التابع لرادوفان كارادزيتش الذي نصب نفسه باسم «جمهورية صرب البوسنة» الجيب الصربي داخل البوسنة والهرسك. طلب الخدمة في مفرزة التخريب العاشرة لأنها لم تكن وحدة قتالية. أنجبت زوجة إردموفيتش ولد ودخلت الأموال ولم تكن واجباته العسكرية مرهقة للغاية.

## سريبرينيتشا
في يوليو 1995 تم إرسال إردموفيتش ووحدته إلى مزرعة برانييفو العسكرية في قرية بيليكا شمال زفورنيك. بعد أن استولى جيش جمهورية صرب البوسنة على سريبرينيتشا في 11 يوليو بدأ الصرب في إرسال الذكور من البوشناق إلى مواقع مختلفة لإعدامهم.
كانت إحدى تلك الأماكن مزرعة في بيليكا على بعد 15 كيلومتر من الحدود مع صربيا حيث كلف الفريق راتكو ملاديتش إردموفيتش وكتيبة التخريب العاشرة بإعدام حوالي 1200 رجل وصبي من البوسنيين تتراوح أعمارهم بين 17 و 60 عام تقريبا. وكان قد استسلم لأفراد شرطة أو جيش جمهورية صرب البوسنة بالقرب من سريبرينيتشا. في 16 يوليو تم نقل السجناء إلى المزرعة وقتلوا في مجموعات من عشرة. ولم يتم الكشف عن المهمة للجنود حتى توقفت الحافلتان. كان إردموفيتش متشكك وزُعم أنه قاوم الأمر لكن قيل له بعد ذلك إنه إما أطلق النار عليهم أو يسلم بندقيته إلى شخص آخر وانضم إليهم لقتلهم. في مواجهة مثل هذا الاختيار وافق إردموفيتش على مضض على الانصياع للأمر. لقد بذل جهد إضافي ليكون رحيم عندما اكتشف رجل مسن تعرف عليه ساعد في إنقاذ الأرواح أو الصرب في مناسبة سابقة لكن قائده نفى هذا الاستئناف. تخلى إردموفيتش عن المقاومة وشارك في المذبحة عن غير قصد. وقال للصحفيين في وقت لاحق إنه حاول قتل أقل عدد ممكن من الناس لكن الحافلات استمرت في المغادرة والعودة مع المزيد من الضحايا وبحلول نهاية اليوم قُتل حوالي 1200 مدني. قدر إردموفيتش أن رصاصاته قتلت ما بين 70 و 80 شخص. وبعد انتهاء جرائم القتل دفن الضحايا في مقابر جماعية.
بعد المذبحة عاد إردموفيتش إلى منزله لكنه شعر بالذنب بسبب الجرائم التي ارتكبها. ضغط زملاؤه من جنود التخريب العاشر عليه كي لا يقول أي شيء بما في ذلك الجندي الصربي ستانكو سافانوفيتش. في إحدى الأمسيات أثناء لقائه في حانة غير معلنة أطلق سافانوفيتش النار على إردموفيتش مما أدى إلى إصابته بجروح خطيرة في جذعه. في نوفمبر 1995 أنهت اتفاقيات دايتون الحرب وتم تسريح دراشين إردموفيتش لكن حربه الشخصية لم تنته بعد. أخبر إردموفيتش قصته لصحفية من صحيفة لو فيغارو الفرنسية وأخبرها أنه يريد الذهاب إلى لاهاي وسرد قصته هناك. لم يكن لديه وقت طويل للانتظار وكرر اعترافه في لاهاي. كان هناك بعض التردد في لاهاي في اتخاذ إجراء بشأن هذا - تم إنشاء المحكمة لتحقيق العدالة للجناة رفيعي المستوى ولم يكن جندي مشاة يبلغ من العمر 25 عام يملك ضمير مناسب تماما للمهمة. ومع ذلك في مايو 1996 وجهت إلى دراجان إرديموفيتش تهمة واحدة بارتكاب جرائم ضد الإنسانية وتهمة واحدة بارتكاب جرائم حرب. في نوفمبر بعد التأخيرات - بسبب حالة إردموفيتش العقلية والعاطفية - أقر بالذنب في التهمة الأولى لكنه كرر مناشدته بأنه شارك في المذبحة فقط لإنقاذ حياته.

## المحاكمة
كانت قضية إيرديموفيتش هذه مهمة في المحكمة لأنها كانت أول طلب للدفاع عن الإكراه مدعيا أن حياته تعرضت للتهديد وأنه لم يكن أمامه خيار آخر. ووجد أنه لا يعفيه من الذنب ولكن يمكن أن يكون عامل مخفف في الحكم عليه. في 29 نوفمبر 1996 حكم على إردموفيتش بالسجن عشر سنوات وأدين بالقتل كجريمة ضد الإنسانية. كان أول شخص يعترف بالذنب في المحكمة وكان العضو الوحيد في مفرزة التخريب العاشرة التي حوكمت بالفعل على جرائم الحرب بينما ظل الباقون على قائمة المطلوبين لدى المحكمة.
استأنف إردموفيتش وخففت المحكمة الجنائية الدولية ليوغوسلافيا السابقة عقوبته لاحقا إلى خمس سنوات في عام 1998 ووافقت على أنه ارتكب الجرائم تحت التهديد بالقتل إذا خالف الأمر. تم منح الائتمان مقابل الوقت الذي قضاها منذ 28 مارس 1996. وفي 13 أغسطس 1999 مُنح الإفراج المبكر. عند قضاء عقوبته في سجن نرويجي التحق إرديموفيتش ببرنامج حماية الشهود التابع لمحكمة المحكمة الدولية وأدلى بشهادته في محاكمة سلوبودان ميلوسيفيتش.
{{أود أن أقول إنني أشعر بالأسف تجاه جميع الضحايا ليس فقط لأولئك الذين قُتلوا في تلك المزرعة بل أشعر بالأسف لجميع الضحايا في البوسنة والهرسك السابقة بغض النظر عن جنسيتهم. لقد فقدت الكثير من الأصدقاء المقربين من جميع الجنسيات فقط بسبب تلك الحرب وأنا مقتنع بأن جميعهم جميع أصدقائي لم يكونوا مع الحرب. أنا واثق من ذلك. لكن ببساطة لم يكن لديهم خيار آخر. جاءت هذه الحرب ولم يكن هناك مخرج. حدث الشيء نفسه بالنسبة لي. بسبب حالتي وبسبب كل ما حدث فقد اعترفت بمحض إرادتي دون التعرض للاعتقال والاستجواب أو الضغط حتى قبل اعتقالي في جمهورية يوغوسلافيا الاتحادية بما فعلته مع هذا الصحفي وأخبرتها في ذلك الوقت أنني أريد أن أذهب إلى المحكمة الدولية وأنني أريد مساعدة المحكمة الدولية على فهم ما حدث للناس العاديين مثلي في يوغوسلافيا ... في جمهورية يوغوسلافيا الاتحادية اعترفت بما فعلته أمام الجهات والسلطات القضائية وسلطات وزارة الداخلية كما فعلت هنا. قال المحامي الخاص بي عندما وصل إلى هنا لأول مرة " دراجان هل يمكنك تغيير رأيك أو قرارك؟ لا أعرف ما يمكن أن يحدث. لا أعرف ماذا سيحدث". أخبرته بسبب هؤلاء الضحايا بسبب وعيي بسبب حياتي بسبب طفلي وزوجتي لا يمكنني تغيير ما قلته لهذا الصحفي وما قلته في نوفي ساد بسبب راحة البال. روحي وصدقتي بسبب الضحايا والحرب وبسبب كل شيء. على الرغم من علمي أن عائلتي ووالديّ وأخي وأختي سيواجهون مشاكل بسبب ذلك إلا أنني لم أرغب في تغييره. بسبب كل ما حدث أشعر بأسف شديد لكنني لم أستطع فعل أي شيء. عندما كان بإمكاني فعل شيء ما قمت به.}}

## في وسائل الإعلام
تشكل قصة محاكمة إردموفيتش في المحكمة الجنائية الدولية ليوغوسلافيا السابقة أساس مسرحية 2005 رقعة من الأرض كتبتها كيتي فيلد وجمعت في مختارات مسرح الإبادة الجماعية: أربع مسرحيات عن القتل الجماعي في رواندا والبوسنة والهرسك وكمبوديا وأرمينيا (مطبعة جامعة ويسكونسن، 2008).